# Barbora Hrzánová
Barbora Hrzánová (* 22. dubna 1964 České Budějovice) je česká herečka a zpěvačka, dcera Věry Hrzánové (rozené Šmídové) a herce Jiřího Hrzána.

## Herecký životopis
Po absolvování pražské DAMU nastoupila do angažmá v Národním divadle. Z něj pak v roce 1993 přešla do Divadla Na zábradlí. Nyní je bez stálého angažmá.
První známější filmovou rolí byla pro ni mentálně postižená Johanka v Renčově filmu Requiem pro panenku z roku 1991, za což byla oceněna na filmovém festivalu v Torontu. Roku 1994 získala Cenu Alfréda Radoka za nejlepší ženský herecký výkon v Čechovově Rackovi. Poté s Janem Hrušínským hrála deset let v Divadle v Řeznické v divadelních inscenacích Hello Dolly a Polská krev. V Divadle Na Jezerce hrála roli Štěpky ve hře Petrolejové lampy.
Na cenu Českého lva byla třikrát nominována za nejlepší ženský herecký výkon ve vedlejší roli a to ve filmech Díky za každé nové ráno z roku 1994, Spiklenci slasti z roku 1996 a Modrý tygr z roku 2012. Se svým partnerem Radkem Holubem hrála ústřední dvojici v komedii Zdeňka Tyce Už. Za mimořádný herecký výkon v inscenaci Hrdý Budžes nastudovanou v příbramském divadle, obdržela v roce 2003 Cenu Thálie. Dále hrála v pohádce Čert ví proč (2003) a psychologickém filmu Hezké chvilky bez záruky (2006). Hrála v televizním seriálu Nemocnice na kraji města po dvaceti letech. Získala také 1. cenu v anketě Neviditelný herec ve 12. ročníku této soutěže (2007/2008) za herecký výkon v rozhlasové pohádce s písničkami Pipi Dlouhá punčocha (námět Astrid Lindgrenová, napsala Jitka Škápíková). V roce 2013 se stala patronkou projektu Koza ProTibet.

## Divadelní role
- José Triana: Noc vrahů (Beba), 1985, absolventské představení DAMU, dále hráli: Lalo – Martin Dejdar, Cuca – Karolína Frýdecká, režie: Oldřich Kužílek, později reprízováno v Klubu v Řeznické.[4]
- Molière: Misantrop (Arsinoe), Činoherní klub, premiéra 30. 10. 2002
- Irena Dousková: Hrdý Budžes (Helenka Součková), Divadlo Příbram, premiéra 7. 11. 2002, přes 500 repríz, Cena Thálie v kategorii činohra — ženy
- K. H. Mácha: Máj, Divadlo Viola, premiéra 30. 4. 2003
- J. Havlíček, M. Velíšek, I. Rajmont: Petrolejové lampy (Štěpa Kyliánová), Divadlo Na Jezerce, premiéra 7. 11. 2006, do 6/2013
- N. V. Gogol: Ženitba (Agáta T. Kuperďaginová), Divadlo Na Jezerce, premiéra 28. 1. 2009
- Hana Kofránková: Šunen Romale – Poslyšte, Romové, Divadlo Viola, premiéra 31. 3. 2010
- Irena Dousková: Darda (Helena Součková), Divadlo Na Jezerce, premiéra 12. 12. 2012

## Rozhlasové role
- 1997 Hector Hugh Munro: Povídka Byzantská omeleta, překlad: František Vrba,  dramatizace: Jan Žáček, účinkují: Michal Pavlata, Marie Drahokoupilová, Barbora Hrzánová a Jana Drbohlavová; režie: Josef Červinka.
- 2007 – žabák Pulda, Milena Mathausová: O čarodějné Mechtildě, pačesaté Rézi a voňavém puškvorci, režie Ivan Chrz
- 2011 Federico Fellini: Lavička v parku, rozhlasová hra, překlad  Marina Feltlová, režie: Hana Kofránková, osoby a obsazení: Novinář (Jaroslav Plesl), Roberto (David Novotný), Mario (Bruno Aguas), Naděnka (Andrea Elsnerová), Mladík (Václav Neužil), Muž (Aleš Procházka), Giorgio (Jaromír Meduna), Žena (Miriam Kantorková), Renato (Bořík Procházka), Kluk (Jan Köhler), Kluk (Jiří Köhler), Boháč (Jiří Hromada), Tulák (Martin Myšička), Alfredo (Václav Postránecký), Gisella (Věra Kubánková), Orazio (Vladimír Javorský), Pietro (Radek Holub), Antonio (Kamil Halbich) a Piero (Svatopluk Skopal), role lavičky.
- 2019 Neil Simon: Apartmá v hotelu Plaza, třídílné rozhlasové zpracování (1. díl: Host z lepších kruhů, 2. díl: Host z Hollywoodu, 3. díl: Svatební hosté), Překlad: Ivo T. Havlů, hudba: Kryštof Marek, dramaturg: Martin Velíšek, režie: Dimitrij Dudík, premiéra: 29. 12. 2019, hrají: Bára Hrzánová, Igor Bareš, Jan Battěk, Andrea Elsnerová, Lucie Pernetová, Michal Dlouhý, Zuzana Slavíková, Marek Holý, Václav Kopta.[5]

## Zpěvačka
Zpívá ve skupině Condurango, pro kterou i skládá vlastní písně.

## Knihy
- Vinnetou naší doby / Velký tajem staré lišky Báry Hrzánové, autoři: Barbora Hrzánová, Richard Erml, ISBN 978-80-7281-525-8, vydal Eminent, 2018